# Nam Hjon-hui
Nam Hjon-hui (* 29. září 1981 Songnam, Jižní Korea) je bývalá korejská sportovní šermířka, která se specializovala na šerm fleretem. Jižní Koreu reprezentovala v prvním a druhém desetiletí jednadvacátého století. Na olympijských hrách startovala v roce 2004, 2008, 2016 v soutěži jednotlivkyň a v roce 2012 v soutěži jednotlivkyň a družstev. V soutěži jednotlivkyň získala na olympijských hrách 2008 stříbrnou olympijskou medaili. V roce 2010 a 2011 obsadila třetí místo na mistrovství světa v soutěži jednotlivkyň. S jihokorejským družstvem fleretistek vybojovala na olympijských hrách 2012 bronzovou olympijskou medaili a v roce 2005 vybojovala s družstvem titul mistryň světa.